# Constitución cubana de 1901
La Constitución Cubana de 1901 entró en vigor en Cuba el 20 de mayo de 1902 y estuvo vigente hasta el 12 de agosto de 1933 (con la enmienda constitucional de 1928). Después de la caída del gobierno de Gerardo Machado el 12 de agosto de 1933 se abolió la Constitución de 1901 (modificada), y se instauró el 13 de agosto de 1933 de nuevo la Constitución de 1901 (original). Se promulgaron unos Estatutos Constitucionales el 14 de septiembre de 1933. El 3 de febrero de 1934 fue promulgada la Ley Constitucional de 1934, que fue derogada y sustituida el 12 de junio de 1935 por la Ley Constitucional de 1935 (sin la Enmienda Platt, abolida el 29 de mayo de 1934). La Ley Constitucional de 1935 estuvo vigente hasta el 10 de octubre de 1940, en que fue reemplazada por la Constitución de 1940. 
La Constitución de 1901 fue adoptada por los delegados de la Convención Constituyente en febrero de 1901, pero los Estados Unidos, que mantenían ocupada militarmente la isla tras el fin de la Guerra de Independencia cubana, retrasaron su aprobación hasta que la convención modificó la Constitución en junio para incorporar la Enmienda Platt. La Constitución fue enmendada en 1928 por una Convención Constituyente durante el gobierno de Gerardo Machado, que hizo modificaciones para autorizar la reelección presidencial consecutiva y extender el período presidencial de Machado a 6 años. Estas modificaciones fueron abolidas el 24 de agosto de 1933, después de la caída del gobierno machadista.

## Asamblea constituyente
El General Leonard Wood, gobernador militar de Cuba, llamó a celebrar una Asamblea Constituyente en septiembre de 1900. La misma se reunió por primera vez el 5 de noviembre de 1900, en La Habana. Wood abrió la reunión pidiendo a los 31 delegados que incluyeran en la constitutción la futura relación entre Estados Unidos y Cuba. Domingo Méndez Capote presidió la asamblea, y Enrique Villuendas y Alfredo Zayas fungieron como secretarios.
La Mesa Directriz de la Asamblea produjo un primer borrador en enero, pero sin mencionar las relaciones con los Estados Unidos. A inicios de febrero, el gobierno estadounidense expresó su descontento sobre el fracaso de la Asamblea para determinar las relaciones Cuba-Estados Unidos y la suposición de que se celebrarían elecciones en un plazo de 90 días tras haberla adoptado, palabras reflejadas en el periódico The New York Times. Un vocero de la administración McKinley expresó:

...that if Cuba manifests any unwillingness to accept the advice of the Administration, and demands a stronger expression of the will of the United States, still its military ruler, the President will ask the [U.S.] Congress to assemble for the purpose of sharing with him the task of impressing Cuba with the conviction in the United States that the right of free government is to be exercised there [in Cuba] only after this country has been assured that Cuba will be restrained by pledges that it is our duty to exact and should be the pleasure of Cuba to extend, without hesitation and in her own best interest.

La asamblea aprobó el texto constitucional el 21 de febrero de 1901, sin adoptar el lenguaje que reclamaban los Estados Unidos. Modelada sobre la base de la Constitución de los Estados Unidos (1789), dividió el gobierno en tres ramas:
- El poder legislativo bicameral, compuesto por el Senado y la Cámara de Representantes.

- El poder judicial, con relativa independencia, pero dependiente del ejecutivo y, en ocasiones, del legislativo, en cuanto a los nombramientos.

- El poder ejecutivo, que concentró gran poder bajo su control.

La Constitución no fue sometida a voto popular. Algunos, en los Estados Unidos, opinaron que el documento debería ser sujeto a voto popular, tanto para aclarar cualquier duda sobre la imposición de Estados Unidos, mediante la manipulación de los delegados, como para cumplir con los principios democráticos: 
"Es privilegio del pueblo adoptar o rechazar el documento; y la situación no estará segura y ordenada hasta que haya sido adoptado por el pueblo".
Sin embargo, Wood había presionado a la Asamblea para escribir y "adoptar" una constitución. Lo hicieron y, sin celebrar plebiscito alguno, procedieron a establecer procedimientos para celebrar elecciones generales, para elegir los cargos políticos establecidos por la Constitución.

## Demandas de Estados Unidos
La Enmienda Platt fue un estatuto estadounidense que autorizaba al presidente estadounidense a retirar las tropas de Cuba, tras el fin de la Guerra hispano-estadounidense, una vez aseguradas varias condiciones específicas en Cuba, mediante tratados. Cinco de esas condiciones restringieron la soberanía de Cuba y fijaron las relaciones entre los Estados Unidos y Cuba. La sexta declaró que la soberanía sobre la Isla de Pinos, a poca distancia de las costas de la isla de Cuba, era un cuestión a ser determinada por un tratado posterior. La séptima garantizó a Estados Unidos el derecho a rentar tierras en Cuba para establecer bases navales y carboneras. La octava determinó que las siete anteriores fuesen aceptadas mediante tratados.
El gobierno estadounidense intentó lograr la adopción de la Enmienda Platt por parte de los delegados de la Asamblea Constituyente, prometiendo garantizar acceso a los mercados estadounidenses a los productores cubanos de azúcar. Los delegados rechazaron repetidamente el texto o intentaron sustituirlo por otro con un lenguaje más aceptable. Wood negoció con un comité encargado de crear un texto. Cuando los cubanos adoptaron una constitución en febrero de 1901, no incluyeron ninguna versión de la enmienda.
Los delegados intentaron llegar a un acuerdo con los Estados Unidos, en alguna forma, sobre las relaciones mutuas, pero permanecieron reunidos, anticipando que no sería suficiente. Ya en abril, según un observador, los delegados estaban divididos entre el "sentimiento nacionalista" y el "juicio sobrio" que advertía la necesidad de cumplir con las demandas estadounidenses. Dividido, el comité de delegados produjo dos borradores más en mayo.  Para el 1 de junio de 1901, la Asamblea adoptó un lenguaje que Wood advirtió no sería aceptable, y que el Secretario de Estado estadounidense Elihu Root también rechazó.
Los delegados finalmente cedieron a la presión estadounidense y ratificaron la Enmienda Platt, primeramente al aceptar el reporte de su comité redactor, con votos de 15 a favor y 14 en contra, el 28 de mayo, y después como un apéndice de la Constitución, por votación de 16 a 11, el 12 de junio de 1901.
Los Estados Unidos transfirieron el control del país al gobierno recién electo, bajo los términos de la enmendada Constitución de 1901, el 20 de mayo de 1902.

## Reforma de 1934
Cuba eliminó la Enmienda Platt el 29 de mayo de 1934, como parte de la reformulación de las relaciones con los Estados Unidos, bajo la Política de buena vecindad de la administración de Franklin Roosevelt. En esa fecha estaba vigente la Ley Constitucional de 1934, no la Constitución de 1901. Al mismo tiempo, Cuba y Estados Unidos  reemplazaron el Tratado de Relaciones de 1903, que ataba a ambos países a los requerimientos de la Enmienda Platt. El nuevo Tratado de Relaciones de 1934 preservó solamente dos elementos del pacto anterior: 
- La legalidad de las acciones de los Estados Unidos en Cuba durante su ocupación militar tras la Guerra hispano-estadounidense.

- El arriendo del territorio ocupado por la Base Naval de Guantánamo continuó sin cambios.

## Delegados de la Asamblea Constituyente

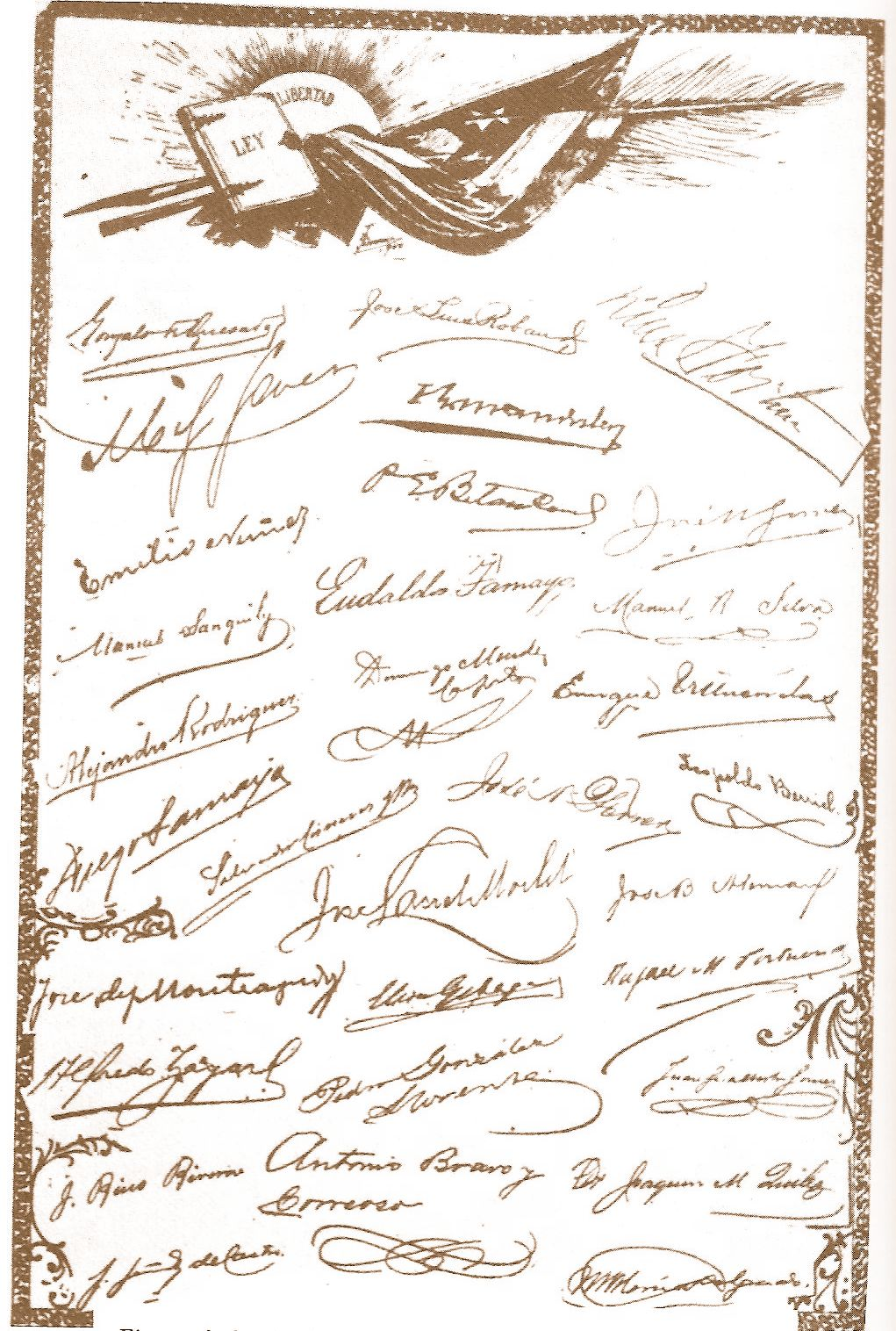
Firmas de los signatarios de la Constitución de 1901.

Los 31 delegados de la Asamblea Constituyente que crearon la Constitución de 1901 fueron:
- Domingo Méndez Capote (Presidente)
- Enrique Villuendas (Secretario)
- Alfredo Zayas (Secretario)
- Leopoldo Berriel
- Pedro Betancourt Dávalos
- Antonio Bravo Correso
- Francisco Carrillo Morales
- Manuel Sanguily
- José Braulio Alemán
- Salvador Cisneros Betancourt
- José N. Ferrer
- Luis Fortún
- Eliseo Giberga
- José Miguel Gómez
- Juan Gualberto Gómez
- José de Jesús Monteagudo
- Martín Morúa Delgado
- Emilio Núñez Rodríguez
- Gonzalo de Quesada y Aróstegui
- Joaquín Quilez
- Pedro González Llorente
- Miguel Rincón
- Juan Rius Rivera
- José Luis Robau
- Alejandro Rodríguez Velazco
- Diego Tamayo
- Eudaldo Tamayo